# تروي كلارك
تروي كلارك (بالإنجليزية: Troy Clarke)‏ هو لاعب دوري الرغبي أسترالي، ولد في 19 أبريل 1967.